# Institut Obrer de Sabadell
Institut Obrer de Sabadell o Institut per a Obrers de Sabadell, (1937 - 1939) fou una destacada obra educativa en el camp de l'educació secundària creada pel Govern de la II República Espanyola en temps de guerra.

## Origen i finalitat
L'esclat de la Guerra Civil va portar a la política educativa dels territoris republicans experiències ambicioses i innovadores. Iniciada la confrontació bèl·lica i en un clima de revolució, el govern republicà legislà sobre el batxillerat i el seu accés per part de la classe treballadora i ho va fer des d'una òptica possibilista, en un ambient social favorable a fomentar i ampliar la cultura popular. El 21 de novembre de 1936 es creà un batxillerat abreujat de dos anys de durada per a treballadors que tinguin entre quinze i trenta-cinc anys, L'objectiu era afavorir l'accés a la cultura a tots els nois i noies en funció de les seves capacitats i no pas de les seves disponibilitats econòmiques.
El decret de creació explica les motivacions: «És preocupació del Govern de la República, d'acord amb les noves orientacions de l'ensenyament, recollir i canalitzar les millors intel·ligències del poble a fi que el seu accés als estudis superiors sigui, en la mesura del possible, independent de tota consideració d'ordre econòmic. Amb aquest propòsit, fidel als postulats de la cultura popular, el Govern vol fer un assaig encaminat al fet que puguin aconseguir ràpidament els beneficis de l'ensenyament superior les millors capacitats que, havent sobrepassat l'edat escolar per als estudis secundaris, ofereixin la garantia de la seva absoluta lleialtat als principis que el poble espanyol defensa amb les armes».
D'aquests Instituts per a Obrers se'n van crear quatre, el primer fou l'Institut Obrer de València el mes de novembre del 1936, el segon a Sabadell el març del 1937 i, el maig de 1937, els de Barcelona i de Madrid. El de Sabadell, instal·lat provisionalment a l'Escola Tèxtil, va funcionar durant dos semestres complets i tingué 170 alumnes, i el de Barcelona, instal·lat en l'edifici del Grup Escolar Sarrià, al carrer Capmany, amb 360 alumnes, també va funcionar només durant dos semestres complets.
L' evolució de la guerra afectà l'activitat d'aquests centres educatius i provocà que cap promoció d'estudiants completés el pla d'estudis previst. També feu que funcionessin per sota de la seva capacitat.
Els Instituts Obrers eren en règim d'internat i de coeducació. Els alumnes convivien amb els professors en un règim familiar. Els estudiants rebien el salari que haurien aportat a les seves familiars si estiguessin treballant. L'ensenyament es volia laic, científic i actiu. Sabadell, el 1939, era format per uns 50.000 habitants. La ciutat tenia greus mancances en l'ensenyament secundari. L'Institut Obrer significava la implantació d'estudis oficials de batxillerat a la ciutat. La concessió de l'Institut per a Obrers de Sabadell va ser el resultat de les gestions realitzades prop del ministeri per l'alcalde, Josep Moix i Regàs, i el regidor de Cultura, Salvador Sarrà i Serravinyals.
A la primera convocatòria es presentaren un centenar d'aspirants i superaren les proves 74 joves. Les classes s'iniciaren el 15 de juny de 1937 amb Juan Bote García com a comissari-director
El primer semestre van començar les classes 70 alumnes: sis noies i 63 nois. En la segona convocatòria es crearen 25 places més. La seu de l'Institut Obrer va ser l'Escola Industrial, llavors ubicada a l'edifici modernista de l'antiga Caixa de Sabadell, i la residència al convent de les Serves de Maria, al carrer Montserrat, que feia d'allotjament.
L'Institut Obrer fou inaugurat el 19 de desembre de 1937 pel ministre de la República Jesús Hernández i el conseller de Cultura de la Generalitat, Carles Pi i Sunyer i l'esmentat alcalde de Sabadell, Josep Moix. Tingué una vida evidentment molt condicionada per la situació de guerra.

## Alumnes, professorat i metodologia
El professorat el formaven Magdalena Folch Solé (Llengua i Literatura), Manuel Devis Samper (Francès), Juan Bote García (Ciències Naturals, Física i Química i Matemàtiques), José Sancho (Economia), Simó Escoda Pujol (Geografia i Història), Alfredo Palmero Gregorio (Dibuix).
Molts dels alumnes de la primera convocatòria es presentaren voluntaris per anar al front, set dels quals moriren a la guerra.
La metodologia utilitzada s'inspirava en l'educació activa. Un ensenyament dirigit a estudiants seleccionats per les seves bones capacitats. Com es llegeix a algunes memòries d'aquells alumnes, esperaven un esdevenidor millor després d'una victòria que mai va arribar. Els seus antics alumnes es recorden com a joves que vivien la necessitat d'accedir a la cultura, la solidaritat, la camaraderia per damunt de les ideologies, el respecte per l'ésser humà, la fidelitat a la República i el repte que significava aprofitar l'oportunitat que se'ls oferia de canviar el món dels seus pares.